# Ортон, Рэнди
Рэ́ндал Кит О́ртон (англ. Randal Keith Orton, род. 1 апреля 1980, Ноксвилл, Теннесси) — американский рестлер и актёр. Он выступает в WWE на бренде SmackDown. Занимая третье место в истории по количеству чемпионских титулов и имея карьеру продолжительностью более 20 лет, Ортон считается одним из величайших рестлеров всех времён.
Является рестлером в третьем поколении; его дед — Боб Ортон-старший, отец — «Ковбой» Боб Ортон, и дядя — Барри Ортон также были рестлерами. До того, как он подписал контракт с World Wrestling Federation (WWF, ныне WWE), он тренировался и выступал за Mid-Missouri Wrestling Association и Southern Illinois Conference Wrestling. Затем он попал в Ohio Valley Wrestling (OVW), где он дважды становился хардкорным чемпионом OVW. Вскоре после дебюта в WWE он стал членом группировки «Эволюция», что быстро привело к завоеванию интерконтинентального чемпионства WWE — его первого титула в компании. Он также получил прозвище «Убийца легенд» во время сюжетной линии, в которой он начал неуважительно относиться к членам Зала славы WWE и ветеранам рестлинга, а затем физически нападать на них.
В возрасте 24 лет Ортон стал самым молодым чемпионом мира в истории WWE, завоевав титул чемпиона мира в тяжёлом весе. После этой победы он покинул «Эволюцию» и начал вражду со своими бывшими товарищами по команде. В 2006 году Ортон объединился с Эджем в команду под названием Rated-RKO. Вместе они выиграли титул командных чемпионов мира. После расформирования Rated-RKO в середине 2007 года Ортон выиграл два титула чемпиона WWE за один вечер, став вторым самым молодым двукратным чемпионом WWE в возрасте 27 лет. В 2008 году он вместе с Коди Роудсом и Тедом Дибиаси-младшим создал группировку «Наследие». В 2010 году они распались, и Ортон вернулся к одиночным выступлениям. С 2013 по 2015 год он был связан с группировкой «Власть», которая назвала его «лицом WWE». В 2016 году он присоединился к «Семье Уайаттов», выиграл титул командного чемпиона WWE SmackDown с Брэем Уайаттом и Люком Харпером, а затем отвернулся от них в 2017 году. В 2018 году он выиграл свой первый титул чемпиона Соединённых Штатов, став 18-м чемпионом Большого шлема после 17-го титула Тройной короны.
Соперничество Ортона с Джоном Синой было признано одним из самых продолжительных и величайших в истории WWE. Ортон — 14-кратный мировой чемпион (10-кратный чемпион WWE и 4-кратный чемпион мира в тяжёлом весе). Он был последним обладателем титул чемпиона мира в тяжёлом весе, который он объединил с титул чемпиона WWE и стал чемпионом мира WWE в тяжёлом весе на шоу TLC: Tables, Ladders & Chairs в 2013 году. Ортон признан WWE третьим по количеству титулов чемпиона мира в истории — 14, после Джона Сины и Рика Флэра (оба 16) и вровень с Трипл Эйчем (также 14). В общей сложности Ортон выиграл 20 титулов в WWE.
Он также является победителем матча Money in the Bank 2013 года, двукратным победителем матча «Королевская битва» (2009 и 2017), а также хедлайнером многих PPV-шоу WWE, включая WrestleMania XXV и WrestleMania XXX. После своего матча на Survivor Series 2021 года он побил рекорд Кейна по количеству матчей на PPV в истории WWE.

## Ранняя жизнь
Рэндал Кит Ортон 1 апреля 1980 года родился в Ноксвилле, Теннесси, сын медсестры Элейн и рестлера Боба Ортона-младшего. Он внук Боба Ортона и племянник Барри Ортона, оба рестлеры. У него есть младший брат Нейтан, который является стендап-комиком, и младшая сестра Ребекка. Зная о трудностях жизни рестлеров, родители Ортона пытались убедить его держаться подальше от этого бизнеса, а отец предупреждал его, что жизнь на ринге означает жизнь в дороге и вдали от семьи.Ортон учился в Центральной средней школе Хейзелвуда, где был борцом. После окончания школы в 1998 году он поступил на службу в Корпус морской пехоты США. На базе он получил увольнение за плохое поведение в 1999 году после того, как дважды уходил в самоволку и не подчинился приказу командира. Согласно Единому кодексу военной юстиции, он был судим и осуждён специальным военным трибуналом, после чего провёл 38 дней на гауптвахте в Кэмп-Пендлтоне.

## Карьера в рестлинге

### Обучение и ранняя карьера (2000—2001)
Ортон дебютировал в рестлинге в 2000 году в рестлинг-промоушене Mid-Missouri Wrestling Association-Southern Illinois Conference Wrestling (MMWA-SICW) в Сент-Луисе, Миссури, ответвлении исторического клуба борьбы Сент-Луиса, возглавляемого Сэмом Мучником. Там его тренировали как сотрудники промоушена, так и его отец, Боб Ортон-младший. Он выступал за промоушен в течение одного месяца. Ортон также судил несколько матчей в World Organized Wrestling (WOW), промоушене, в котором работал его дядя Барри Ортон.

### World Wrestling Federation / Entertainment / WWE

#### Ohio Valley Wrestling (2001—2002)
В 2001 году Ортон подписал контракт с World Wrestling Federation (WWF) и был направлен в Ohio Valley Wrestling (OVW) в Луисвилле, Кентукки, где продолжил своё обучение. Во время своего пребывания в OVW Ортон боролся с Рико Константино и Прототипом, а также в команде с Бобби Итоном участвовал в турнире за титул командных чемпионов. Он дважды выиграл титул хардкорного чемпиона OVW, победив Мистера Блэка 14 февраля 2001 года и Флэша Фланагана 5 мая 2001 года соответственно. Несколько раз он встречался с Рико Константино на совместных мероприятиях WWF/OVW, а также проиграл Прототипу в командном матче 28 июля в Джексонвилле, Индиана. Он также начал появляться на нескольких домашних шоу WWF, не связанных с OVW, первое из них состоялось 1 мая 2001 года, когда он встретился с Билли Ганном. Взяв микрофон и пообещав побить Ганна, Ортон потерпел поражение. Осенью того же года он начал регулярно появляться на домашних шоу WWF и тёмных матчах, встречаясь с Чаком Паламбо, Стивеном Ричардсом и Шоном Стейзиаком, но в основном выступая в командных матчах. Продвижение Ортона в основной ростер сделало его членом легендарного «Выпуска 2002» OVW, частью того, что сейчас называют «OVW 4», наряду с вышеупомянутым Синой, а также Броком Леснаром и Дэйвом Батистой.

#### «Эволюция» (2002—2004)
Одно из первых официальных выступлений Ортона в WWF состоялось 16 марта 2002 года на WrestleMania X8 Fan Axxess, где он потерпел поражение от Томми Дримера. Первым телевизионным матчем Ортона в WWF стала победа над Хардкор Холли на SmackDown! 25 апреля 2002 года. Вскоре после этого Ортон стал фейсом и попал в серию матчей с Холли. В сентябре 2002 года Ортон был переведён на бренд Raw, где он победил Стиви Ричардса в своём дебюте на шоу. Через несколько недель после дебюта на Raw Ортон получил травму плеча, из-за которой он был выбыл из строя на несколько месяцев. Во время восстановления Ортон по-прежнему появлялся на Raw в своём собственном сегменте Randy News Network (RNN) — еженедельной виньетке, в которой он рассказывал о своём состоянии. Это шоу прерывало другие сегменты программы Raw, в результате чего Ортон постепенно превратился в самовлюблённого и эгоцентричного хила.
После того, как его травма была залечена, Ортон присоединился к группировке «Эволюция», в которую входили Рик Флэр, Трипл Эйч и новичок Батиста. В 2003—2004 годах группировка выступала на Raw, причём пик их доминирования пришёлся на период после Armageddon в 2003 году, когда все мужские титулы на Raw принадлежали членам «Эволюции». В 2003 году Ортон проводил большую часть времени, помогая Триплу Эйч преодолевать трудности в борьбе за титул чемпиона мира в тяжёлом весе. Он присоединился к Триплу Эйч в матче Elimination Chamber за титул чемпиона мира в тяжёлом весе на SummerSlam, задействованный в первую очередь для обеспечения защиты титула Триплом Эйч, и был устранён Голдбергом, но группировке удалось выполнить свою цель, и Трипл Эйч продолжил борьбу с Голдбергом и сохранил свой титул.
Затем Ортон стал называть себя «Убийцей легенд», а его персонаж превратился в образ молодого новичка, который был настолько талантлив, что называл себя будущим рестлинга. Он вступил в многочисленные противостояния со старыми, уважаемыми в рестлинге именами и прославился тем, что открыто проявлял к ним неуважение. С помощью своего товарища и наставника Рика Флэра Ортон победил Шона Майклза на шоу Unforgiven в первом из многих громких матчей, названных «Легенда против Убийцы легенд». В это время Ортон начал использовать приём, который стал его фирменным —RKO, названный в честь его инициалов. Он победил Роба Ван Дама на шоу Armageddon в декабре 2003 года. С этой победы Ортон начал самое долгое за последние семь лет интерконтинентальное чемпионство, удерживая титул 210 дней. Ортон продолжал утверждаться в качестве «Убийцы легенд» в течение 2004 года, бросив вызов Мику Фоли. Известный своими жестокими хардкорными матчами и способностью переносить мучительную боль, Фоли бросил вызов Ортону на хардкорный матч «Легенда против убийцы Легенд» за интерконтинентальное чемпионство, который Ортон неохотно принял. На Backlash Ортон победил Фоли в хардкорном матче, сохранив титул. В матче были использованы стол, покрытый колючей проволокой, огонь, бейсбольная бита, обмотанная колючей проволокой палка (фирменное оружие Фоли по имени «Барби»), и Ортон был брошен на сотни канцелярских кнопок. 26 апреля в эпизоде Raw Ортон плюнул в лицо Харли Рейсу. Два месяца спустя на Bad Blood он сохранил интерконтинентальное чемпионство в матче против Шелтона Бенджамина. В июле на Vengeance он проиграл титул Эджу.

#### Чемпион мира в тяжёлом весе (2004—2005)

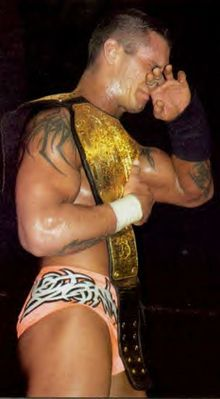
Ортон стал самым молодым чемпионом мира в тяжёлом весе в истории WWE, август 2004 года

Проиграв интерконтинентальное чемпионство, Ортон стал претендентом номер один на титул чемпиона мира в тяжёлом весе, победив 26 июля в баттл-роял среди 20 человек. На SummerSlam Ортон победил Криса Бенуа и стал самым молодым чемпионом мира в истории WWE в возрасте 24 лет. Бенуа поздравил Ортона после матча, пожав ему руку за то, что он показал способность «быть мужчиной». На следующий день на Raw, после того как Ортон успешно защитил титул против Бенуа в матче-реванше, «Эволюция» устроили Ортону импровизированное празднование, но потом выяснилось, что они не довольны его новой победой. Пока Батиста держал Ортона на плечах, Трипл Эйч радостно показывал ему большой палец вверх, а затем резко сменил его на большой палец вниз, после чего Батиста повалил Ортона на мат. Трипл Эйч, Флэр и Батиста напали на Ортона, в результате чего Ортон был изгнан из «Эволюции». На следующей неделе она вызвала Ортона и приказала отдать чемпионство, но тот отказался, плюнув в лицо Трипл Эйчу и ударив его титульным поясом. Расставание Ортона с «Эволюцией» привело к тому, что он стал фейсом, продолжая враждовать со своими бывшими товарищами по группировке. Месяц спустя Ортон проиграл чемпионство мира в тяжёлом весе Трипл Эйчу на шоу Unforgiven после вмешательства Флэра, Батисты и Джонатана Коачмена.
На шоу Taboo Tuesday Ортон победил Рика Флэра в матче в стальной клетке. После этого Ортон пережил ещё один взлёт, став на неделю генеральным менеджером бренда Raw после того, как по условиям матча на Survivor Series он забрал победу для своей команды, последним устранив Трипл Эйча в матче на традиционном матч. В январе 2005 года на New Year’s Revolution Ортон принял участие в матче Elimination Chamber за вакантный титул чемпиона мира в тяжёлом весе, где он был устранён последним после вмешательства Рика Флэра и Батисты. В эпизоде Raw от 10 января Ортон победил Батисту и получил право на матч с Трипл Эйчем на Royal Rumble за титул чемпиона мира в тяжёлом весе, который он проиграл.

#### Вражда с Гробовщиком (2005—2006)

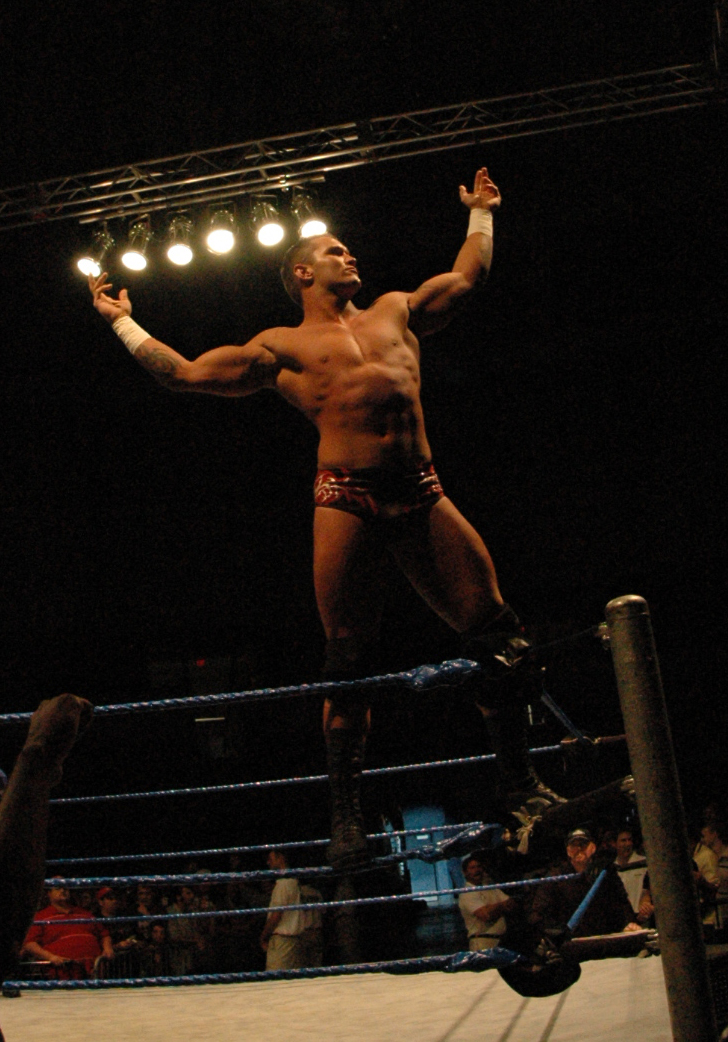
Ортон демонстрирует свою фирменную позу, август 2005 года

Ортон начал экранные отношения со Стейси Киблер и недолго враждовал с Кристианом в феврале 2005 года. На шоу Raw 28 февраля появился Суперзвезда Билли Грэм, который посоветовал Ортону «зайти туда, куда ещё не ходил ни один рестлер». Затем Ортон достал копию журнала SmackDown!, на обложке которого был изображён Гробовщик. Прислушавшись к совету Грэма, Ортон сказал, что выделит себя из всех остальных рестлеров, покончив с беспроигрышной серией Гробовщика на WrestleMania. В течение марта 2005 года Ортон издевался над Гробовщиком, утверждая, что не боится его. На шоу Raw 21 марта Ортон снова стал хилом после того, как провёл RKO своей экранной девушке Стейси Киблер.
В роликах Ортон убегал в укрытие, когда появлялись признаки появления Гробовщика (молния, темнота или дым). Когда рестлер Джейк Робертс посоветовал Ортону не недооценивать Гробовщика, Ортон провёл RKO на Робертсе. За несколько недель до WrestleMania Ортон стал более дерзким и не боялся Гробовщика, издеваясь и нападая на него на ринге после того, как его отвлекал отец, «Ковбой» Боб Ортон. На WrestleMania 21 Ортон проиграл в сильно разрекламированном матче. WWE предлагали Ортону прервать серию Гробовщика, но он отказался из уважения к нему и потому, что считал себя неподходящим для этого человеком.

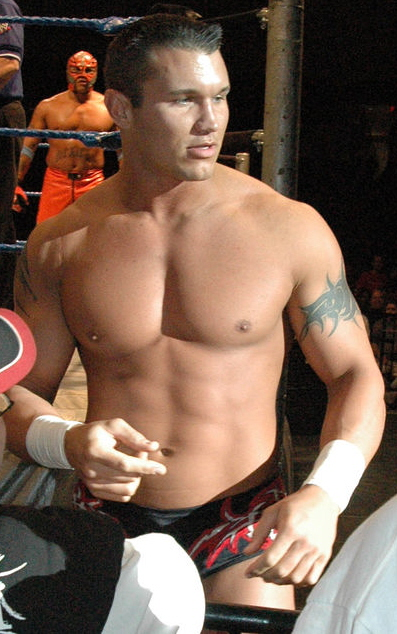
Ортон в 2005 году

На следующий день на шоу Raw Ортон встретился с Батистой, который стал чемпионом мира в тяжёлом весе. Ортон заявил на экране, что его матч с Гробовщиком усугубил его травму плеча. Во время травмы Ортон появился на Raw и заявил, что из-за травмы он не может участвовать в драфте WWE. Председатель WWE Винс Макмэн сообщил ему, что он действительно является кандидатом на драфт, оставив возможность возвращения на SmackDown!. Ортон вернулся в программы WWE на SmackDown! 16 июня, объявив, что он был выбран вторым в драфте 2005 года. Он возобновил вражду с Гробовщиком, победив его на SummerSlam после того, как его отвлёк отец.
Два месяца спустя на шоу No Mercy Ортон и его отец Боб Ортон победили Гробовщика в матче с гробом с гандикапом, а после матча Рэнди Ортон и его отец заперли Гробовщика в гробу и, действуя аналогично Кейну на Royal Rumble 1998 года, прорубили топором отверстия в верхней части гроба, облили гроб бензином и подожгли его, сюжетно убив Гробовщика. В следующем месяце Ортон заменил умершего Эдди Герреро в качестве участника ежегодного матча на выбывание между командой SmackDown! и командой Raw на Survivor Series. В матче Ортон остался последним рестлером, и в третий раз подряд он удержал Шона Майклза и принёс победу команде SmackDown!. После матча Гробовщик появился из пылающего гроба и напал на рестлеров SmackDown, которые вышли на ринг, чтобы отпраздновать победу команды. В эпизоде SmackDown! после Survivor Series Гробовщик вмешался в матч между Реем Мистерио и Биг Шоу после вмешательства Кейна. Рэнди Ортон провёл Гробовщику RKO, затем он ударил его монтировкой и посадил его на заднюю часть лоурайдера, на котором Мистерио приехал к рингу, а затем врезав лоурайдер в декорации, вызвав взрыв. Вражда была окончательно закончена матчем «Ад в клетке» на Armageddon. В эпизоде SmackDown! от 16 декабря Гробовщик вышел на ринг, чтобы выступить с речью, в то время как один из его друидов, казалось, стоял на ринге. В результате неожиданной атаки Гробовщик получил RKO. Друидом оказался отец Ортона, который отдал Ортону урну Гробовщика, которая, согласно сюжету, позволяла тому, кто её держал, управлять им. Однако Гробовщик победил Ортона в матче «Ад в клетке», положив конец их девятимесячной вражде.

#### Rated-RKO (2006—2007)
После Armageddon Ортон участвовал в матче «Королевская битва» 2006 года в качестве тридцатого и последнего участника, но был выбит победителем матча Реем Мистерио, который завоевал право на матч за чемпиона мира на WrestleMania 22. Ортон вызвал его на поединок за возможности матча за титул на No Way Out. За несколько недель до No Way Out Ортон сделал неоднозначные высказывания об Эдди Герреро, друге Мистерио, который умер несколько месяцев назад, пытаясь завести публику. Многие фанаты сочли эти комментарии крайне неприятными вскоре после смерти Герреро в ноябре 2005 года. Ортон победил на No Way Out, отобрав у Мистерио право на титульный матч. Генеральный менеджер SmackDown! Теодор Лонг вновь включил Мистерио в матч за титул чемпиона WrestleMania 22, превратив его в матч трёхсторонний между Ортоном, Мистерио и тогдашним чемпионом Куртом Энглом. Однако 2 апреля на WrestleMania Ортон проиграл после того, как его удержал Мистерио. В следующем эпизоде SmackDown! Ортон бросил вызов Мистерио в борьбе за титул чемпиона мира в тяжёлом весе, но не смог его завоевать.

4 апреля Ортон был отстранен на шестьдесят дней за «непрофессиональное поведение». В интервью Ортон заявил: «Мое поведение было неподобающим для чемпиона, которым я и стану, когда вернусь». Чтобы прикрыть отстранение, была придумана сценарная травма, в которой Курт Энгл сломал Ортону лодыжку во время четвертьфинала King of the Ring. Ортон вернулся из отстранения в июне на бренд Raw, где начал соперничество с Энглом, кульминацией которого стали матчи на ECW One Night Stand (который он проиграл) и Vengeance (который он выиграл), а затем вступил в сюжетную вражду с Халком Хоганом. Ортон начал выступать с оскорблениями в адрес стареющего Хогана и флиртовал с восемнадцатилетней дочерью Хогана Брук. На SummerSlam они встретились в матче «Легенда против Убийцы легенд», который выиграл Хоган. Позже он победил Карлито на шоу Unforgiven в следующем месяце.

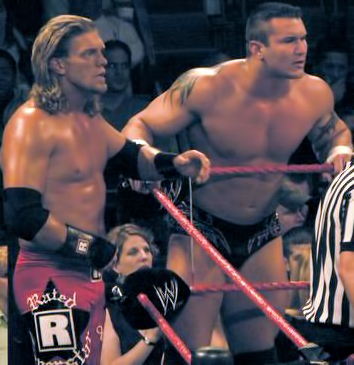
Рэнди Ортон и Эдж — Rated-RKO

После того, как только что реформированная команда D-Generation X (DX) (Трипл Эйч и Шон Майклз) стоила Эджу чемпионства WWE, Эдж обратился к Ортону и попросил его объединить усилия для победы над командой. Ортон, чье чемпионство было закончено Трипл Эйчем в 2004 году, согласился и создал команду Rated-RKO. Они победили DX на Cyber Sunday с помощью специально приглашенного рефери Эрика Бишоффа, став первой командой, победившей DX с момента их воссоединения в июне. Команда доминировала в командном дивизионе бренда Raw, став командными чемпионами мира, победив Рика Флэра и Родди Пайпера в эпизоде Raw 13 ноября.
На New Year’s Revolution Rated-RKO защищали командное чемпионство против DX, но матч был признан несостоявшимся, когда Трипл Эйч получил реальную травму во время матча. После этого Rated-RKO подверглись нападению DX. Когда Трипл Эйч выбыл из строя, Rated-RKO продолжили свое экранное соперничество с Майклзом. На Royal Rumble оба рестлера участвовали в одноименном матче и дошли до финальной четверки, но оба были выброшены Майклзом. Позднее в эфире Raw Майклз в команде с чемпионом WWE Джоном Синой победил Rated-RKO и выиграл командное чемпионство мира. После потери командных титулов Эдж и Ортон сосредоточились на чемпионстве WWE, что вызвало трения между ними. На шоу Raw 5 февраля 2007 года они проиграли в трёсторонним матче против Майклза, чтобы получить матч за титул чемпиона WWE на WrestleMania 23. На WrestleMania они оба участвовали в матче Money in the Bank, но матч выиграл Мистер Кеннеди. На выпуске Raw 9 апреля Ортон и Майклз провели бой за претеденство на титул чемпиона WWE после того, который закончился без результата, так как оба рестлеры опустили плечи во время удержания. Наконец, на Backlash Ортон и Эдж встретились в четырёхстороннем матче за титул против Сины и Майклза, но Сина сохранил титул, удержав Ортона. На шоу Raw 30 апреля Эдж и Ортон встретились в одиночном поединке, который выиграл Эдж. Их союз был фактически прекращен, когда Эдж присоединился к бренду SmackDown!. После этого Ортон продолжил выступать в образе «Убийцы легенд», атакуя Шона Майклза. Ортон победил Майклза на Judgment Day нокаутом, когда сюжетно Майклз получил сотрясение мозга и потерял сознание во время матча. Ортон продолжил свои атаки, ввязавшись во вражду с Робом Ван Дамом на One Night Stand, Риком Флэром, Дасти Роудсом и Сержантом Слотером. В это время комментаторы отмечали, как Ортон, словно змея, преследует своих жертв, это привело к тому, что Ортон получил прозвище «Гадюка».

#### Чемпион WWE (2007—2008)

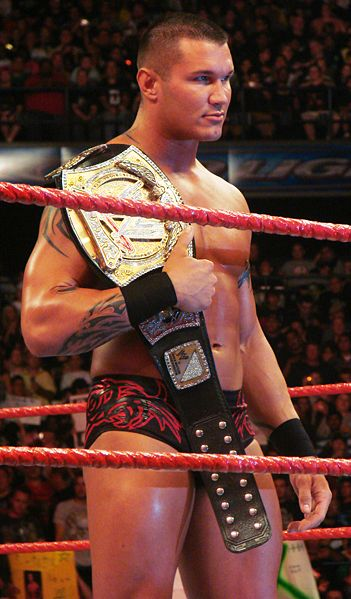
Ортон во время своего первого чемпионства WWE

На эпизоде Raw 23 июля Ортон был назван претендентом номер один на титул чемпиона WWE Джона Сины. Трижды перед их запланированным поединком на SummerSlam Ортон атаковал Сину при помощи RKO. Ортон проиграл матч за титул на SummerSlam, когда Сена удержал его после FU. На следующий вечер в эпизоде Raw от 27 августа Ортон потребовал реванша, но генеральный менеджер Raw Уильям Ригал отказал ему. Тогда он обратился к Мистеру Макмэну, который предложил ему шанс, если он «докажет свою состоятельность».
Вскоре Рэнди всё-таки получил свой матч-реванш на Unforgiven (2007) и победил, но по дисквалификации, так как Джон отказался его выпускать из угла ринга. После матча Ортон вновь атаковал отца Сины. Позже Ортон получил титул Чемпиона WWE из-за травмы Джона. На No Mercy (2007) Рэнди Ортон уже в качестве чемпиона победил Игрока. Позже после No Mercy (2007) в WWE вернулся Шон Майклз и атаковал Ортона, проведя ему Sweet Chin Music. Позже эти двое встретились и на Cyber Sunday (2007), так как Шон Майклз победил в голосовании Джеффа Харди и Мистера Кеннеди . Сам поединок выиграл Шон по дисквалификации, так как Ортон ударил в пах Шона. После чего Ортон успешно защитил титул на Survivor Series 2007 против Майклза, проведя ему RКО. После нескольких недель вражды с Джеффом Харди Рэнди победил его, и тем самым отстоял свой титул на Royal Rumble. Тем же вечером Сина выиграл саму Королевскую битву. Сина заявил, что не собирается ждать WrestleMania, и он пользуется возможностью биться за титул Чемпиона WWE на No Way Out. На No Way Out Сина победил по дисквалификации,но титул не выиграл. На WrestleMania Рэнди отстоял свой титул в поединке тройная угроза против Джона Сины и Трипл Эйча. На следующем PPV Backlash был назначен фатальный четырёхсторонний поединок за титул чемпиона WWE, в котором Игрок победил Ортона, Сину и JBL. После чего на Judgment Day Рэнди Ортон не смог отобрать титул у Игрока. После чего на One Night Stand Игрок и Ортон столкнулись в поединке «последний стоящий на ногах», в котором вновь победил Игрок. После поединка стало известно что Ортон сломал ключицу.
Рэнди Ортон неожиданно для всех вернулся в начале сентября на Raw, и раскритиковал всех чемпионов этого бренда. Лишь только Коди Роудс и Тед Дибиаси мл., не были раскритикованы, после чего Коди и Тед стали помогать Рэнди Ортону. На Unforgiven Рэнди вместе с Тедом и Коди напали на Чемпиона мира в тяжёлом весе СМ Панка, из-за этого он не смог принять участие в своём поединке и потерял титул. После того как Панк вернулся, 3 ноября на Raw Ортон проиграл ему по дисквалификации, из-за вмешательства Теда ДиБиаси. После чего Рэнди провёл punt kick Теду. Однако во время проведения Survivor Series Роудса и Ортона ставят в одну команду, которая впоследствии и выигрывает. Вместе с Ману они основывают новую группировку под названием «Наследие». 1 декабря на Raw Рэнди Ортон предложил Коди и Теду объединиться в команду. На следующей неделе они официально дебютировали победив Игрока и Батисту в поединке 2 на 3. Ортон решил устроить проверку своим коллегам, в результате чего окончательный вариант «Наследия» стал состоять из трёх человек — Ортона, Роудса и вернувшегося Дибиаси. В качестве «Наследие» они появились на Royal Rumble. Каждый, естественно по-отдельности, но благодаря хорошей командной работе, все участники группировки оказались в четвёрке последних оставшихся на ринге против Triple H. Игрок смог выбить с ринга Роудса и Дибиаси, но сзади его выбил Ортон, который и стал победителем. 2 марта на Raw Рэнди Ортон объявил что будет биться против Игрока на WrestleMania. где Рэнди проиграл поединок.
Тем не менее Рэнди стал Чемпионом WWE, на PPV Backlash (2009) в поединке три на три «Наследие» против Игрока, Батисты и Шейна МакМэна. На Extreme Rules (2009) Рэнди проиграл титул Батисте в матче в стальной клетке. На следующем Raw «Наследие» атаковало Батисту нанеся ему травму. После чего было объявлено что титул стал вакантным после того, как Батиста травмировал левый бицепс. 15 июня на RAW Ортон вернул себе титул победив Игрока, Джона Сину, Биг Шоу. Позже Рэнди потерял титул на Breaking Point в поединке «Я сдаюсь» Джону Сине. На Hell in a Cell (2009) Рэнди победил Сину и вновь стал Чемпионом WWE. На следующем PPV Bragging Rights (2009) Рэнди проиграл титул Джону в поединке «Железный Человек» без дисквалификаций с удержаниями где угодно за титул чемпиона WWE.
11 января на Raw выиграл поединок за претендентство на титул Чемпиона WWE, после чего бросил вызов Шеймусу на Королевскую Битву 2010. В самом поединке Рэнди проиграл по дисквалификации после вмешательства Роудса и ДиБиаси. После поединка Рэнди напал на Роудса и ДиБиаси. 15 февраля ситуация повторилась Рэнди проиграл в матче реванше по дисквалификации после вмешательства Коди и Теда. После чего Рэнди и Тед бились в клетке уничтожения за титул Чемпиона WWE. В этом поединке Ортон выбыл первым после того как Тед ДиБиаси ударил его трубой а Сина провёл AA. На следующем Raw Роудс и Дибиаси напали на Ортона. 28 марта 2010 года на Wrestlemania 26 Ортон выиграл матч трёх сторон у Коди Роудса и Теда ДиБиаси, положив конец Legacy (Наследию).

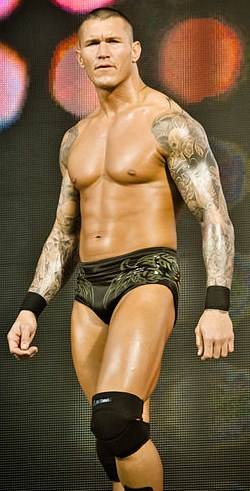
Рэнди на Tribute to the Troops 2010.

После чего Рэнди стал фейсом. После этого он стал враждовать с Чемпионом Мира в тяжёлом весе Джеком Сваггером что привело к их поединку. 25 апреля на Extreme Rules Рэнди проиграл поединок против Джэка Сваггера за титул Чемпиона мира в тяжёлом весе. После чего Рэнди несколько раз проигрывал поединки за первое претендентство на титул Чемпиона WWE. В мае на PPV Over The Limit Ортон бился с Эджембой закончился двойным отчётом. 19 июля на Raw Ортон победил Джерико и Эджа и стал первым претендентом на титул Чемпиона WWE Шеймуса на SummerSlam 2010. Но Рэнди вновь проиграл Шеймусу по дисквалификации. На шоу Night of Champions Рэнди победил в поединке шести рестлеров на выбывание (англ. Championship Scrumble) и стал новым чемпионом WWE. На Bragging Rights 2010, сохранил свой титул от Уэйда Барретта. На Survivor Series 2010, защитил титул от все того же Барретта. На следующий день на арене RAW, Ортон опять не дал завладеть титулом Барретту, однако сразу после поединка, выбежал Миз, и использовал контракт Money in the Bank над слабым Ортоном, и стал новым чемпионом. На Royal Rumble 2011 Ортон сражался с Мизом за титул. Ортон уже смог одолеть Миза своим коронным RKO, но из-под ринга неожиданно вылез СМ Punk, и провёл на Ортоне GTS, и Миз защитил титул WWE. На WrestleMania 27 Ортон победил СМ Punk’а при помощи своего коронного приёма RKO. 18 апреля состоялся матч-реванш с СМ Punk’ом, где Рэнди одержал победу, после этого на него напали члены Nexus, СМ Punk готовился выполнить пант кик, но Рэнди остановил его при помощи RKO. 25 апреля был отобран на бренд SmackDown!. 1 мая, на Extreme Rules, Рэнди выиграл поединок против СМ Панка по правилам Last Man Standing. Поединок длился 20 минут.

#### Фьюд за титул чемпиона мира в тяжёлом весе (2011—2013)
На записи SmackDown!, 3 мая, выиграл у Кристиана титул Чемпиона мира в тяжёлом весе, и стал 2-кратным чемпионом мира. Эпизод вышел 6 мая. 22 мая Ортон, на Over the Limit (2011), благодаря своему коронному RKO, защитил свой титул от Кристиана. 10 мая проигрывает бой с Шеймусом на матче без дисквалификаций: Ортон провёл RКО Шеймусу, но выбежавший Кристиан нанёс ему удар поясом по голове, Шеймус, воспользовавшись нокаутом Вайпера, делает удержание и выигрывает. 19 июня, на Capitol Punishment, Рэнди вновь защитил свой титул от Кристиана, однако Кристиан не согласился с решением судьи, так как когда Ортон держал его, нога Кристиана была за пределами ринга. На WWE Money in the Bank (2011) Ортон проиграл титул Кристиану из-за дисквалификации, Кристиан плюнул в лицо Ортону, и тот в ярости нанёс Кристиану запрещённый удар в пах и таким образом лишился чемпионства. На следующий день после PPV Рэнди хотел взять реванш, однако генеральный менеджер SmackDown напомнил, что Рэнди обещал бой Кейну и заверил что реванш будет. 14 августа 2011 года, на шоу Summerslam 2011, Ортон победил Кристиана в бою без дисквалификации после коронного RKO на металлические ступеньки, тем самым вернув себе титул чемпиона мира в тяжёлом весе и став трёхкратным обладателем этого титула. На Night of Champions проиграл матч против Марка Генри и потерял титул чемпиона мира в тяжёлом весе. На Hell in a Cell Ортон проиграл матч-реванш. На одном из выпусков SmackDown! Рэнди выиграл королевскую битву обоих ростеров и в конце передачи снова попытался стать чемпионом, но ему помешал Коди Роудс.
На Vengeance Рэнди победил Роудса в нетитульном бою один на один, а спустя некоторое время сломал его маску в матче без ограничений. На Survivor Series, Рэнди Ортон был капитаном команды, куда вошли Шеймус, Кофи Кингстон, Син Кара и Мэйсон Райан. Они сразились с Уэйдом Барреттом, Коди Роудсом, Унико, Джэком Сваггером и, заменившим Кристиана, Дольфом Зигглером. Команда Ортона проиграла поединок, что дало новый фьюд Ортона против Баретта. На одном из SmackDown, Рэнди получил травму спины во время боя без правил с Бареттом. Впоследствии, он вернулся 27.01.2012 на SmackDown, послужив неожиданностью для Баретта. Было принято решение, что Ортон должен выступать на Elimination Chamber (2012) в матче «Клетка уничтожения» за пояс чемпиона мира в тяжёлом весе. Однако из-за сотрясения мозга, которое он получил по вине Дениэла Брайана, Рэнди был заменён итальянским канадцем Сантино Марелла.

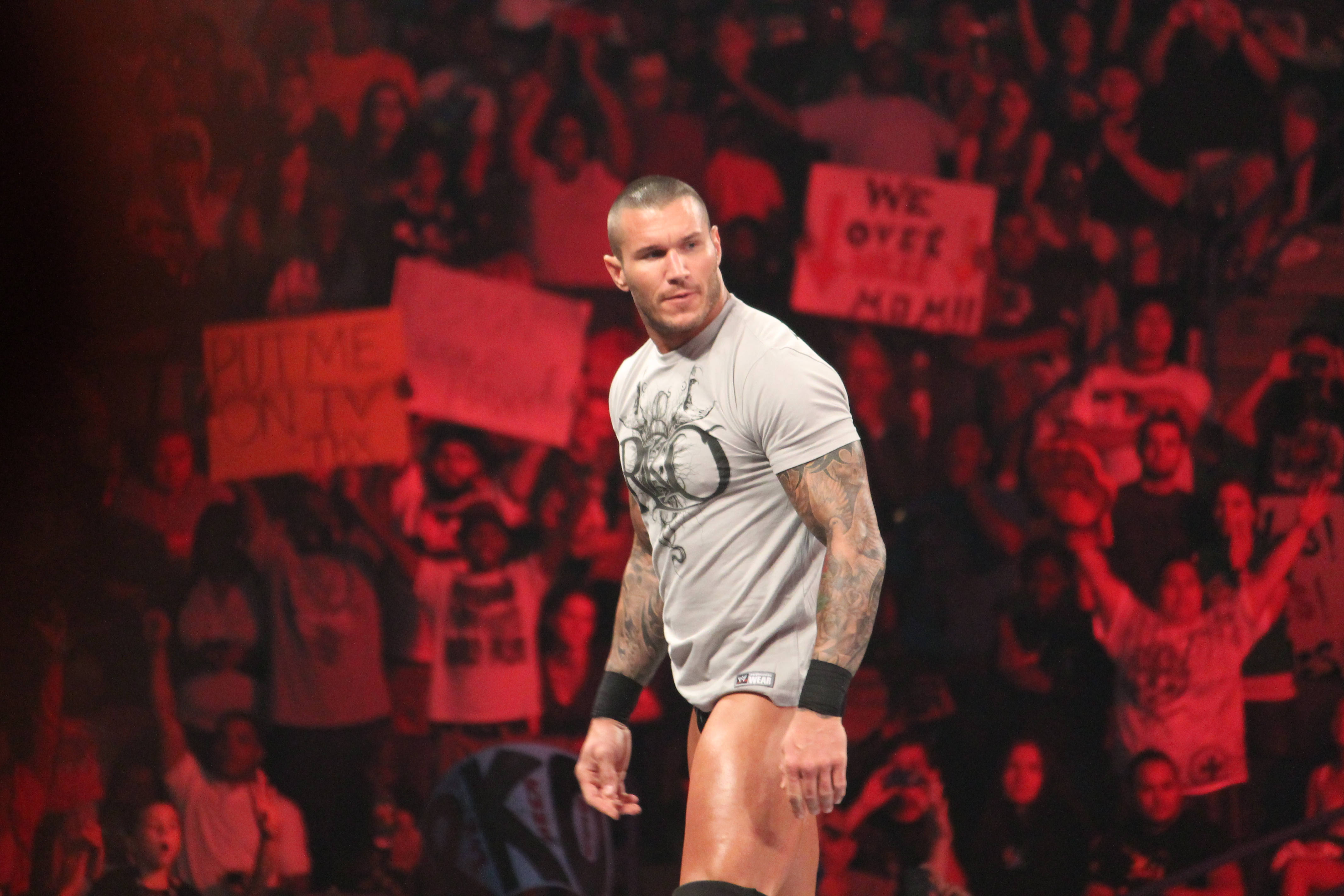
Рэнди Ортон в мае 2012 года.

После возвращения Ортона на ринг, Кейн атаковал его со словами: «Добро пожаловать домой, Рэнди». На что на следующем супершоу Ортон ответил RКО и сказал «Как приятно возвращаться…». На WrestleMania XXVIII дрался против Кейна. Ортон доминировал на протяжении всего поединка, но в одном из эпизодов допустил ошибку, за что и поплатился. На следующем Smackdown! после WrestleMania у Рэнди был назначен матч-реванш без дисквалификаций против Кейна, в котором Ортон одерживает победу. Движимый местью, Кейн нападает на отца Рэнди, Боба Ортона, на специальном Smackdown Live!, после чего атакует Сверххищника, прибежавшего на помощь отцу. Ортон решает создать аналогичную ситуацию на выпуске RAW перед Extreme Rules, поместив отца Кейна, Пола Бирера, в холодильную камеру. Не дождавшись никакой реакции от Большого Красного Монстра, Ортон выбежал на ринг и принялся за его избиение. После этого, на Extreme Rules 2012, у Ортона состоялся бой с Кейном по правилам «Удержания где угодно», в котором победил Вайпер. На этом фьюд завершился. На одной из записей SmackDown! у Ортона завязался конфликт с Шеймусом, который случайно ударил ему ногой в лицо во время командного боя. В ответ на это Сверххищник провёл ирландцу РКО и заявил о своём желании отобрать у него пояс чемпиона. На Over the Limit (2012) состоялся четырёхсторонний бой с участием Криса Джерико, Альберто дель Рио, Шеймуса и Рэнди Ортона за пояс Чемпиона в тяжёлом весе, который завершился победой действующего чемпиона Шеймуса.
Возвращение Ортона состоялось на RAW 30 июля. Он стал враждовать с Дольфом Зигглером, а также включился в борьбу за право биться за титул Чемпиона мира в тяжёлом весе. На RAW Ортон проиграл Зиглеру в матче-реванше. Ортон и Зиглер сталкиваются друг с другом снова в Ночь Чемпионов, где Ортон выиграл. 28 сентября на SmackDown, Ортон был заявлен в матч против Биг Шоу за звание главного претендента на титул Чемпиона мира в тяжёлом весе но проиграл . 29 октября 2012 на РРV Hell in a Cell состоялся матч Ортон против Альберто Дель-Рио, Ренди Ортон выиграл матч после своего коронного поймав приём Дель Рио и провёл RKO. На последующем RAW был определён в команду Мика Фоли, которая будет противостоять команде Дольфа Зигглера в классическом матче на выбывание на PPV Survivior Series 2012. Бой на PPV Survivior Series 2012 проходил с переменным успехом. Под конец матча, осталось четыре участника. Ортон и Миз с одной стороны, Дель-Рио, Зигглер с другой. После выбывания Дель Рио проиграл Зиглеру получив супер кик. В процессе матча Зиглер разбил губу Ортону при помощи коронного приёма Зиг Зага. На Королевской Битве (2013) Рэнди вышел под № 26, но не сумел победить. На Elimination Chamber (2013) бился за тайтл-шот на титул Чемпиона Мира в тяжёлом весе на WrestleMania 29, но не смог победить, хотя устранил Марка Генри и Криса Джерико, но в конце был побеждён Джеком Сваггером.
В конце февраля объединился с Шеймусом для вражды со «Щитом». В течение нескольких последующих недель Рэнди Ортон и Шеймус помогали друг другу отбиваться от «Щита» и иногда от Биг Шоу. 15 марта на SmackDown! группировка «Щит» вызвала Рэнди Ортона и Шеймуса на поединок на WrestleMania 29. На WrestleMania 29 Ортон, Шеймус и Биг Шоу проиграли Щиту. На Extreme Rules (2013) Рэнди Ортон победил Биг Шоу применив Punt kick. На PPV Payback (2013) Ортон в команде с Даниелом Брайаном проиграли Сету Роллинсу и Роману Рейнсу в матче за Командное чемпионство WWE.

#### The Authority и Чемпион мира в тяжёлом WWE (2013—2014)
14 июля на шоу Money in the Bank Ортон одержал победу над Кристианом, СМ Панком, Дэниелем Брайаном, Робом Ван Дамом и Шеймусом в традиционном матче с лестницами Деньги в банке и завоевал право сразиться за титул чемпиона WWE.

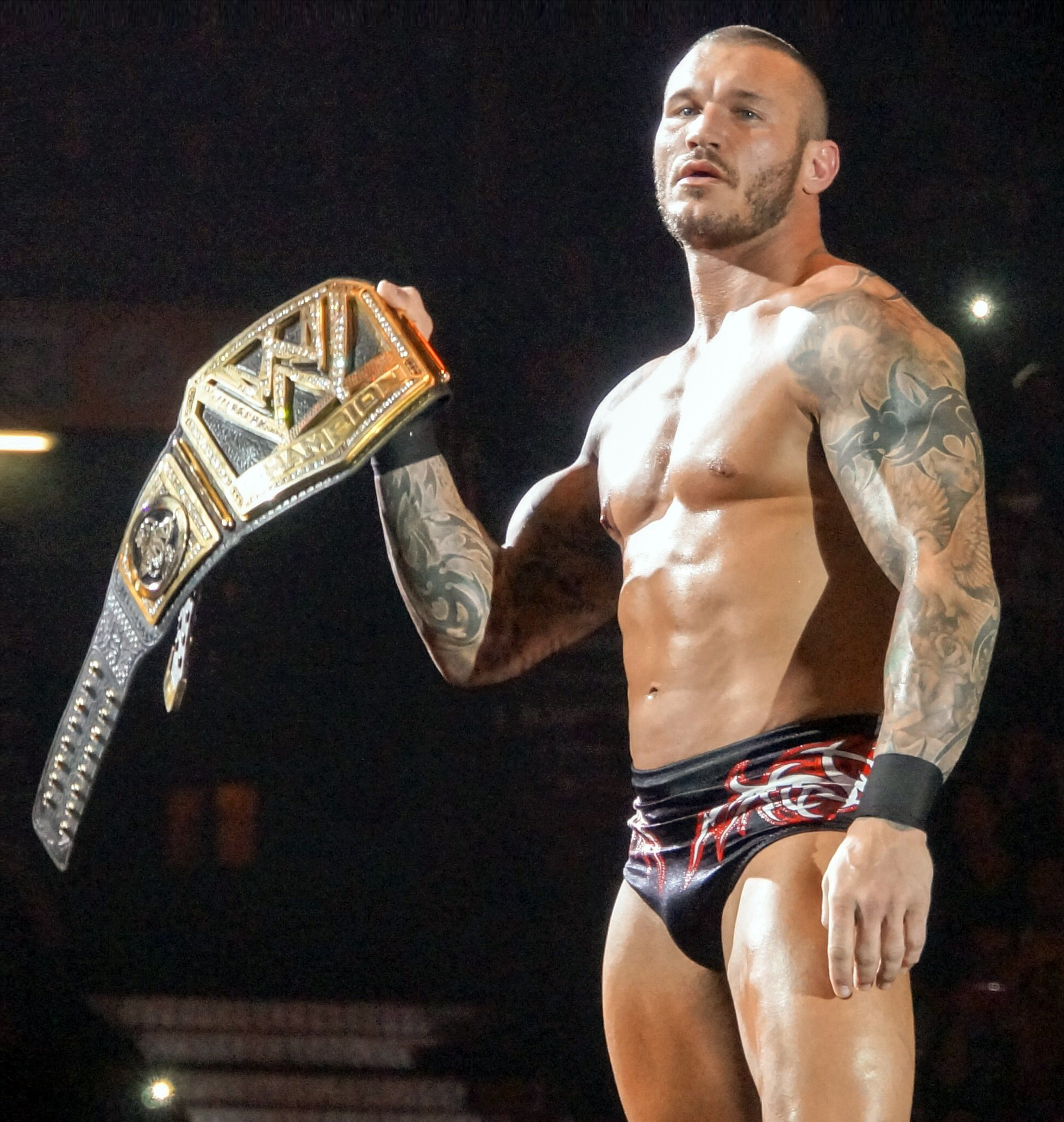
Рэнди Ортон с титулом Чемпиона WWE.

18 августа на SummerSlam Ортон использовал право на матч за чемпионский титул против Брайана, который незадолго до этого завоевал чемпионский титул и после чего был атакован специальным приглашённым судьёй Triple H, а позже и зафиксировал удержание Брайана Ортоном. На следующий день на шоу Raw Рэнди вышел на ринг вместе с Винсом Макмэном, Стефани Макмэн и Triple H, чтобы получить чемпионский титул. Triple H также пригласил Брайана выйти на ринг, чтобы прояснить все вопросы, но, когда тот вышел на ринг Ортон провёл ему RKO, а члены семьи Макмэн провозгласили Рэнди новым чемпионом WWE, тем самым Ортон стал хилом. 23 августа на SmackDown, после того как Дэниел Брайан одержал победу на Уэйдом Барреттом в матче в клетке, Ортон вышел на ринг и вновь провёл Брайану RKO. На этом же шоу было объявлено, что Ортон будет защищать чемпионский титул на Night of Champions. На этом шоу Дэниел Брайан смог одержать победу над действующим чемпионом и завоевать титул чемпиона WWE. Однако уже на следующий день Triple H лишил Брайана титула, посчитав, что судья очень быстро отсчитал удержание, но он также не вернул титул обратно Ортону. Вскоре после этого, в интервью Майклу Коулу Triple H сообщил, что на Battleground пройдёт матч-реванш между Ортоном и Брайаном за вакантный титул чемпиона WWE. Однако матч не выявил победителя, так как в него вмешался Биг Шоу, который нокаутировал обоих рестлеров. Претенденты вновь встретились на шоу Hell in a Cell, где Ортон завоевал вакантный чемпионский титул после того, как специальный приглашённый судья Шон Майклз выполнил superkick против Брайана. На pay-per-view шоу Survivor Series Ортон защитил титул в поединке против Биг Шоу.

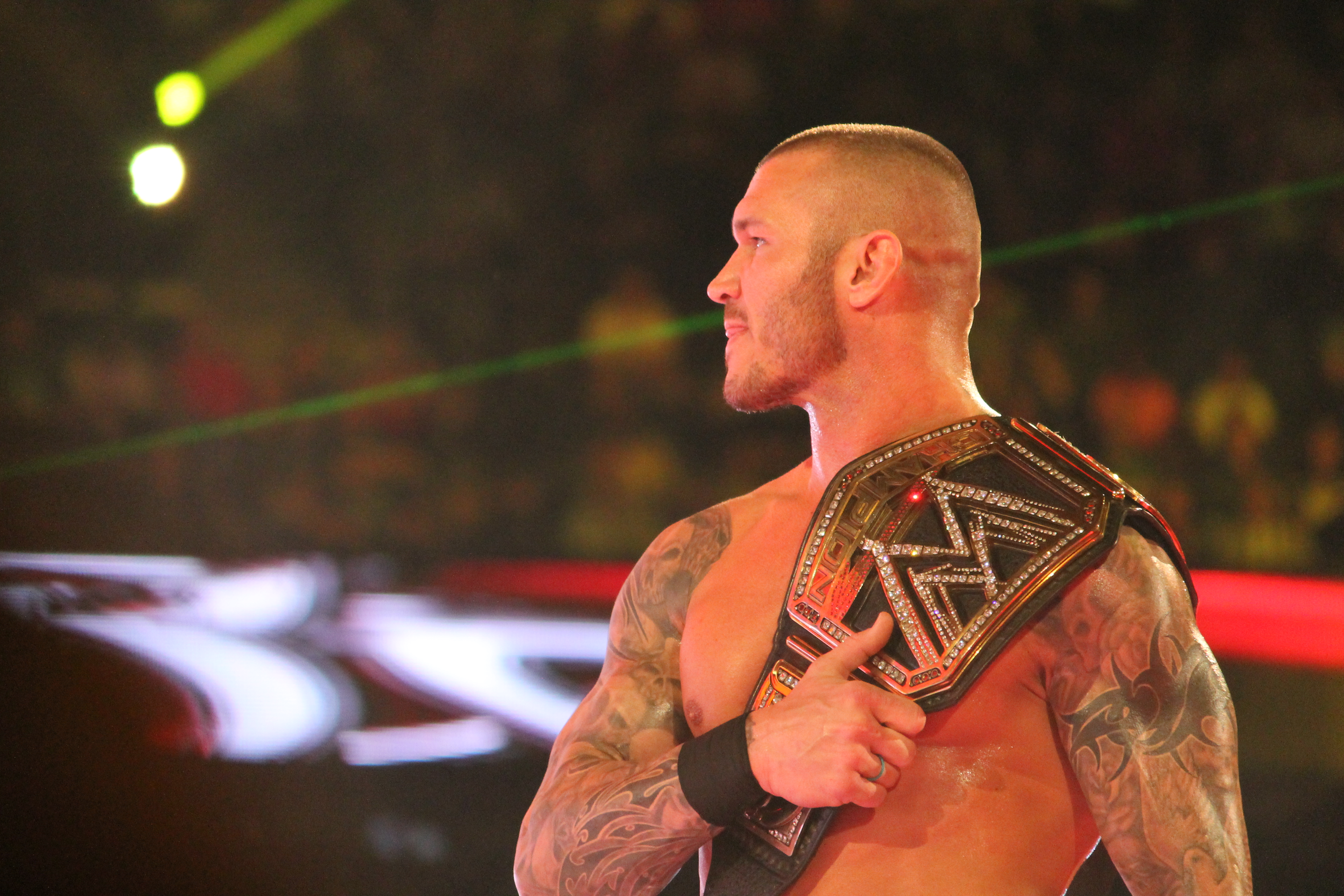
Рэнди Ортон с титулом WWE Чемпиона мира в тяжёлом весе на WrestleMania ХХХ.

25 ноября на шоу Raw давний соперник Ортона Джон Сина сказал, что может быть только один чемпион в WWE, после чего Triple H объявил, что на TLC пройдёт матч за объединённый чемпионский титул. На шоу 15 декабря Ортон одержал победу над Синой и объединил свой титул чемпиона WWE и титул чемпиона мира в тяжёлом весе Сины, таким образом он официально стал последним чемпионом мира в тяжёлом весе после объединения 2 титулов он стал мировым чемпионом WWE в тяжёлом весе. На Королевской битве Рэнди с помощью семьи Уайеттов одержал победу над Синой в матче-реванше. На PPV Elimination Chamber (2014) Рэнди Ортон победил Шеймуса, Кристиана, Сезаро, Джона Сину и Дэниела Брайана, тем самым защитив свой титул. На WrestleMania ХХХ Дэниел Брайан победил Батисту и Рэнди Ортона в матче за титул WWE Чемпиона мира в тяжёлом весе.
На Raw от 7 апреля «Щит» атаковал Батисту, Кейна, Ортона и Игрока во время титульного поединка против Брайана. На следующем Raw Батиста, Ортон и Игрок атаковали «Щит», тем самым дав понять что «Эволюция» вернулась, тем самым, матч между Щитом и Эволюцией был назначен на PPV Extreme Rules. На самом PPV Эволюция проиграла Щиту после удачного удержания Рейнса на Батисте. В матче реванше на PPV Payback (2014) «Щит» победили «Эволюцию» в поединке без ограничений на выбывание.
На RAW от 9 июня Стефани и Triple H объявили, что лишают Брайана титулов. Вскоре стали проходить квалификационные матчи на Money in the Bank (2014), но Ортону биться не пришлось так как Triple H и так уже заявил Рэнди. На PPV Money in the Bank (2014) Рэнди Ортон не смог выиграть вакантные титулы. На Battleground (2014) Джон Сина смог отстоять свои титулы от Рэнди Ортона, Кейна и Романа Рейнса. На следующем RAW Triple H выбирал оппонента Джону Сине на PPV SummerSlam (2014) к рингу стал подходить Рэнди Ортон но его атаковал Роман Рейнс, тем самым Triple H принял предложение Пола Хеймана и в качестве оппонента Сины стал Леснар. На следующем RAW Рэнди Ортон жестоко атаковал Рейнса перед его поединком против Кейна, таким образом между ними был назначен матч на PPV. На SummerSlam Роман Рейнс победил Рэнди Ортона. На PPV Night of Champions (2014) Рэнди Ортон смог победить Криса Джерико. На Hell in a Cell (2014) Джон Сина победил Рэнди Ортона, в матче за первое претендентство на титул WWE Чемпиона мира в тяжёлом весе.

#### Различные фьюды и травма (2014—2015)

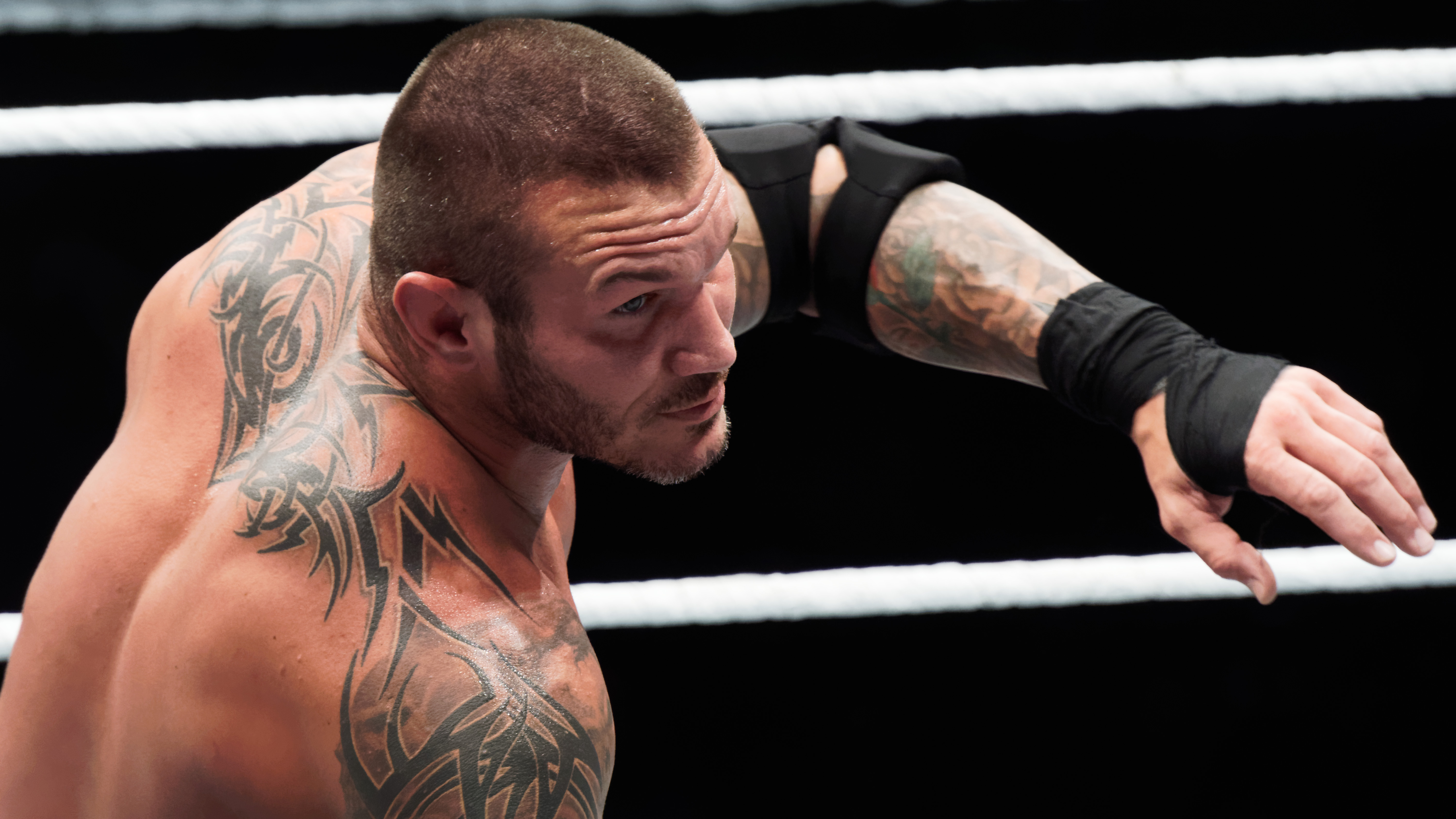
Рэнди Ортон на хаус-шоу в апреле 2015 году.

На Raw от 3 ноября Роллинс победил Ортона в одиночном поединке. После матча Рэнди Ортон атаковал Роллинса, Игрока, Кейна, Джэми Нобла и Джои Меркюри. После этого Игрок решил удалить Ортона не только из команды, но и из самого Руководства, затем Хантер приказал «закончить» c ним. Сет Роллинс травмировал Ортона Кёрб Стомбом на комментаторский стол и на стальные ступени. Вернулся Ортон на PPV Fastlane где атаковал The Authority, но до Сета Роллинса он достать не смог. На RAW от 9 марта Рэнди Ортон атаковал Сета Роллинса, проведя ему RKO на комментаторский стол. На WrestleMania 31, Ортон побеждает Роллинса в одиночном матче. На SmackDown! от 2 апреля Кейн назначил матч на Extreme Rules (2015) между Сетом и Рэнди за титул Чемпиона мира в тяжёлом весе WWE. 6 апреля на RAW Рэнди победил Кейна, но позже Кейн назначил матч за претендента № 1 мирового чемпионства WWE в тяжёлом весе между Ортоном и Рейнсом и Райбеком. Рэнди побеждает Рейнса и Райбека. На RAW от 13 апреля Сет Роллинс выбрал условие для матча: RKO запрещено, а Рэнди выбрал матч в стальной клетке. На Extreme Rules Сет Роллинс победил Рэнди Ортона после того как в матч вмешался Кейн. На Payback (2015) Чемпион мира в тяжёлом весе WWE Сет Роллинс смог победить Рэнди Ортона, Дина Эмброуса и Романа Рейнса после того как в матч вмешались в матч Нобл, Меркури и Кейн.
На Money in the Bank (2015) Рэнди не смог завоевать чемодан Money in the Bank. На RAW от 15 июня Рэнди Ортон атаковал Шеймуса, после его матча против Дина Эмброуса. Тем же вечером Рэнди Ортон противостоял Кейну, во время матча вышел Шеймус и Кейн назначил матч без дисквалификаций, после чего Шеймус провёл Brogue Kick Рэнди а Кейн успешно его удержал. На Battleground (2015) Рэнди Ортон победил Шеймуса. На RAW от 20 июля в команде с Джоном Синой и Сезаро победили Русева после ухода Шеймуса и Кевина Оуэнса. На RAW 27 июля Рэнди победил Кевина по дисквалификации, Шеймус вмешался и провёл Brogue Kick Ортону. 3 августа Ортон в команде с Рейнсом и Эмброусом победили Брея, Харпера и Шеймуса. На RAW от 10 августа Triple-H назначил матч между Сезаро, Кевином Оуэнсом и Рэнди Ортоном за матч с Сетом Роллинсом за чемпионство WWE в тяжёлом весе. Ортон победил в тройном матче, но не смог победить Сета Роллинса из-за вмешательство Шеймуса. 17 августа Рэнди и Сезаро победили Шеймуса и Кевина. На RAW 20 августа Ортон в команде с Рейнсом, Эмброусом и Сезаро победили Шеймуса, Брея, Харпера и Кевина. На SummerSlam (2015) Шеймус победил Рэнди Ортона.
На RAW 7 сентября Рэнди Ортон победил Шеймуса, после победы его атаковали Брей, Харпер и Браун Строман. На RAW 21 сентября Ортон вернулся и атаковал Брея, Харпера и Стромана, когда те избивали Рейнса, Эмброуса и противостояли семейке Уайтов. На RAW 29 сентября Рэнди победил Бо Далласа. На RAW от 12 октября было объявлено что на Kick-off Hell in a Cell (2015) Рэнди Ортон и Дин Эмброус встретятся с Люком Харпером и Брауном Строманом. На RAW от 19 октября было объявлено что Ортон травмирован.

#### Семья Уайатта и Чемпионство WWE (2016—2017)
На SmackDown! от 7 июля было объявлено что Брок Леснар встретится с Ренди Ортоном на PPV SummerSlam. Рэнди Ортон совершил своё возвращение на PPV Battleground (2016) где он был приглашённым гостем «Highlight Reel» с Крисом Джерико. На RAW от 1 августа Рэнди прервал промо Брока Леснара и Пола Хеймана, проведя первому RKO. На SummerSlam (2016) Рэнди Ортон проиграл Броку Леснару по техническому поражению.

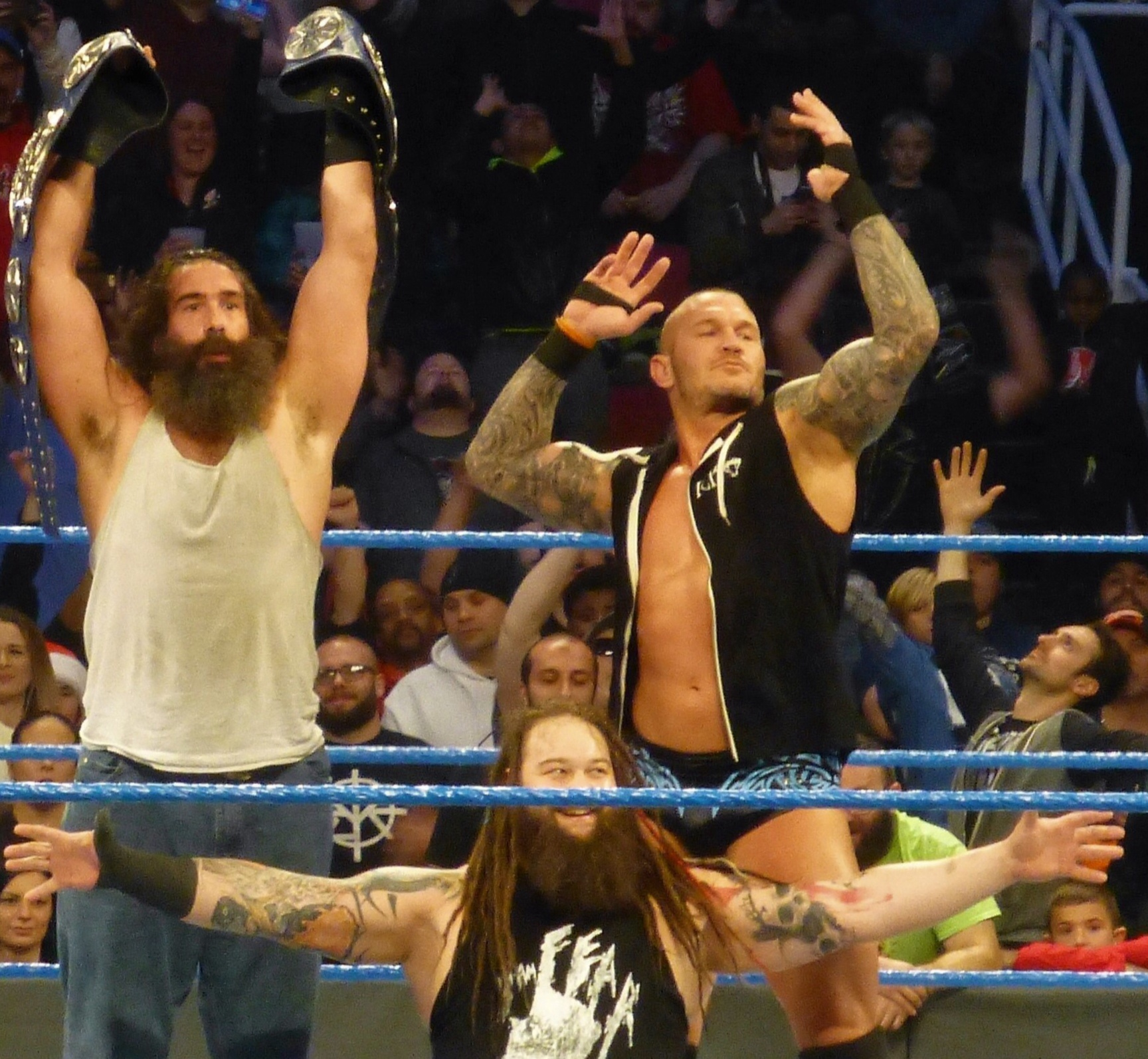
Брэй Уайатт, Люк Харпер и Рэнди Ортон как командные чемпионы SmackDown.

На SmackDown Live от 23 августа Брэй Уайатт прервал промо Рэнди, тем самым начав фьюд между ними. На Backlash (2016) был назначен его бой против Брея Уайатта, однако Уайатт напал на Ортона ещё в раздевалке и повредил ему ногу. Поэтому вместо Ортона на матч с Вайаттом вышел Кейн. Сам Ренди смог вмешаться бой и провести Вайатту RKO, что способствовало победе Кейна. На No Mercy (2016) был назначен матч реванш между Ортоном и Уайаттом. Однако, в конце матча свет погас и на ринге оказался Люк Харпер, который помог Уайатту одержать победу. На SmackDown Live от 25 октября во время матча между Кейном и Уайаттом, вышел Ортон и провёл RKO Кейну тем самым совершив хилл-тёрн. Позже тем же вечером Рэнди заявил: «Если не можешь победить — присоединяйся». На SmackDown Live от 1 ноября Харпер и Уайатт помогли Рэнди Ортону в матче против Кейна. На Survivor Series (2016) был в команде SmackDown, которая победила. Элиминировал Криса Джерико и вместе с Брэем Вайаттом и остался выжившими (помог Брэю Вайатту элиминировать Романа Рейнса, приняв Spear на себя, после чего Брэй успешно провёл свой финишёр и элиминировал Романа Рейнза). На следующем SmackDown Live, когда Американ Альфа завоевали право на бой за титул командных чемпионов, Семья Уайатт появилась на экране и сообщила, что вначале они должны одолеть их. На следующей неделе Семья Вайаттов одолела Американ Альфа и завоевала право на матч за командное чемпионство на TLC. А на самом PPV они успешно завоевали эти титулы одолев Райно и Хита Слейтера, а затем защитили их в матче-реванше на следующем SmackDown Live. На Royal Rumble (2017) Рэнди Ортон участвовал в Королевской Битве, где он вышел под № 23 и смог выиграть. Позже Ортон начал фьюд с Люком Харпером что привело к матчу на Еlimination Chamber(2017), в котором Рэнди Ортон одержал победу. На SmackDown Live от 14 февраля отказался от матча на WrestleMania 33 против Брэя Уайатта. Однако на SmackDown Live от 28 февраля Рэнди соверщил фейс-тёрн, предав Уайатта, он сжёг его ранчо вместе с «Sister Abigail». На SmackDown Live от 7 марта Рэнди Ортон победил Эй Джей Стайлза, тем самым вернул себе матч против Брэя Уайатта на WrestleMania 33 за титул Чемпиона WWE. На WrestleMania 33 Рэнди Ортон победил Брэя Уайатта и стал новым Чемпионом WWE. На следующем SmackDown Live Брэй Уайатт вызвал Рэнди на поединок «House of Horrors» и Ортон принял его.
На Payback (2017) Брэй Уайатт смог одолеть Рэнди Ортона в не титульном матче, после вмешательства Джиндера Махала. На Backlash (2017) проиграл Джиндеру Махалу, тем самым лишившись титула чемпиона WWE.Позже было объявлено что Ортон встретится с Махалом в матче-реванше на Money in the Bank (2017). В самом матче Рэнди проиграл. На Battleground (2017) Джиндер Махал вновь смог сохранить свой титул от Рэнди Ортона в матче Punjabi Prison матче, после вмешательства Великого Кали.

#### Различные чемпионства (2017—2019)
На SummerSlam (2017) Рэнди Ортон победил Русева. В матче реванше на SmackDown! Live от 19 сентября Русев смог победить Ортона. На Hell in a Cell (2017) Рэнди вновь смог одержать победу над болгарином. На SmackDown! Live от 24 октября Рэнди Ортон победил Сэми Зейна и смог попасть в команду SmackDown на Survivor Series. На Survivor Series (2017) команда RAW смогла победить команду SmackDown. На Clash of Champions (2017) Кевин Оуэнс и Сами Зейн победили Рэнди Ортона и Шинске Накамуру, после того как Дэниел Брайан быстро отсчитал удержание. На SmackDown! Live от 26 декабря Рэнди Ортон объявил что будет участвовать в Королевской Битве. На Royal Rumble (2018) Рэнди Ортон участвовал в Королевской Битве, где он вышел под № 24 и был элиминирован Романом Рейнсом.

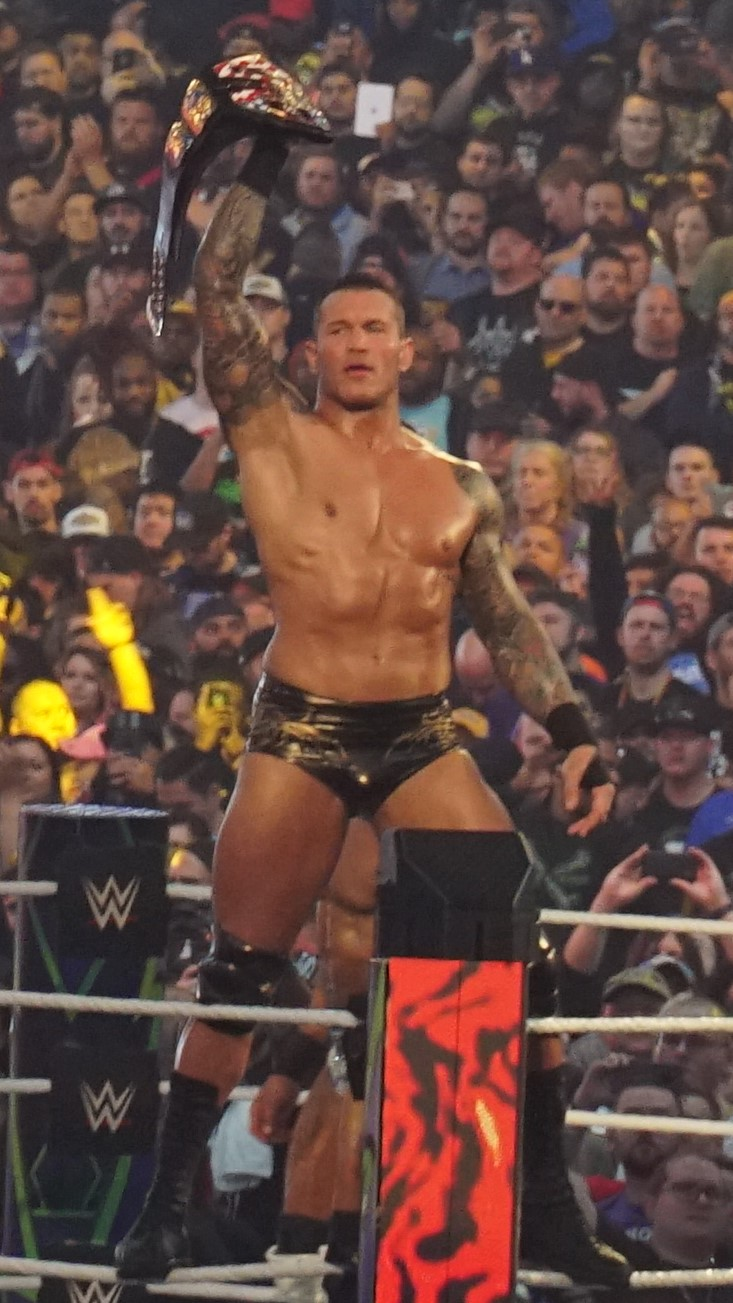
Рєнди Ортон на WrestleMania 34 с титулом Чемпиона США WWE.

На SmackDown! Live от 6 февраля Рэнди Ортоно атаковал Чемпиона Соединённых Штатов WWE Бобби Руда. На Fastlane (2018) Рэнди Ортон победил Бобби Руда и стал новым Чемпионом США WWE. Но после матча его атаковал Джиндер Махал. На следующем выпуске SmackDown! Live Бобби Руд заявил что воспользуется своим правом реванша на WrestleMania 34. На SmackDown! Live от 20 марта в матч также был добавлен и Джиндер Махал. Позже в матч был добавлен Русев. На WrestleMania 34 Джиндер Махал победил Рэнди Ортона, Бобби Руда и Русева и стал новым Чемпионом США WWE. На SmackDown! Live от 10 апреля Рэнди Ортон победил Бобби Руда и Русева и стал претендентом № 1 на титул Чемпиона США WWE. Вскоре Махал перешёл на RAW, и там проиграл титул Джеффу Харди. На Backlash (2018) Джефф Харди победил Рэнди Ортона и защитил титул Чемпиона США WWE.
Вернулся на Extreme Rules (2018) где атаковал Джеффа Харди после того как тот проиграл титул Чемпиона США WWE Шинске Накамура, тем самым совершив хилл-тёрн. На SmackDown Live от 17 июля Рэнди Ортон заявил что хочет свой матч реванш за титул Чемпиона США WWE, но его прервал прервал Джефф Харди, после чего завязалась драка между двумя. На SmackDown Live от 21 августа состоялся матч между Рэнди Ортоном и Джеффом Харди, который закончился без результата. На следующей неделе был объявлен матч между ними по правилам Hell in a Cell на PPV Hell in a Cell (2018), в котором победу одержал Рэнди Ортон.
На SmackDown Live от 21 ноября Рэнди Ортон атаковал Рея Мистерио. Матч со стульями между ними прошёл на TLC: Tables, Ladders & Chairs (2018), в котором победу одержал Мистерио. На SmackDown Live от 1 января Эй Джей Стайлз победил Рэнди Ортона, Рея Мистерио, Самоа Джо и Мустафу Али, тем самым завоевав право биться за титул Чемпиона WWE против Дэниела Брайана на Royal Rumble (2019). На самой Королевской битве Рэнди вышел под № 29, но не сумел победить. На Elimination Chamber (2019) Дэниел Брайан сумел отстоять свой титул в Клетке Уничтожения против Эй Джей Стайлза, Рэнди Ортона, Джеффа Харди, Самоа Джо и Кофи Кингстона. После чего у Рэнди Ортона начался фьюд с Эй Джей Стайлзом, который закончился на WrestleMania 35, победой Эй Джей Стайлза.
На SmackDown Live от 23 июля Чемпион WWE Кофи Кингстон заявил, что хочет, чтобы его оппонентом на SummerSlam стал именно Рэнди Ортон, и Ортон принял вызов, напомнив Кофи, что побеждал его уже 2009 году. На SummerSlam (2019) поединок между ними закончился двойным отчётом, так как Кофи Кингстон и Рэнди Ортон начали драться за пределами ринга. Матч-реванш между ними прошёл на Clash of Champions (2019), где Чемпион WWE Кофи Кингстон победил Рэнди Ортона.
На Hell in a Cell (2019) во время пре-шоу между Рэнди Ортоном и Али завязалась конфронтация, которая привела к матчу, в котором победу одержал Рэнди Ортон. На SmackDown! от 11 октября было объявлено, что Рэнди Ортон переходит на брэнд RAW. На Survivor Series (2019) Рэнди Ортон участвовал в команде Raw, в противостоянии трёх брэндов, между Raw, SmackDown и NXT, в котором победу одержала команда SmackDown.

#### 14-ти кратный чемпион WWE, командный чемпион RAW вместе в Риддлом (2021—настоящее время)
На Королевской битве (2020) Рэнди Ортон вышел под № 25, но победить не смог. Также на этом шоу, своё возвращение совершил Эдж (давний друг Ортона и командный партнёр по команде Rated-RKO). На RAW от 27 января Рэнди Ортон поприветствовал Эджа, который завершил свою карьеру в 2011 году, после чего жестоко атаковал Эджа. На Raw от 2 марта Рэнди атаковал Бет Феникс (супругу Эджа). На следующем Raw Эдж вернулся и вызвал Рэнди Ортона на матч по правилам Last Man Standing на WrestleMania 36. На WrestleMania 36 Эдж победил Рэнди Ортона. На Raw от 11 мая своё возвращение совершили Эдж и Рэнди Ортон. Ортон признал победу Эджа и вызвал того на матч по обычным правилам на PPV Backlash. На Backlash (2020) Рэнди Ортон победил Эджа. На Raw от 15 июня вернулся Кристиан, который начал требовать матч с Рэнди Ортоном, в конце шоу Рэнди Ортон избил Кристиана, проведя ему Punt-kick.
На Raw от 27 июля Рэнди Ортон во время своего промо вызвал на бой Чемпиона WWE Дрю МакИнтайра, позже тем же вечером атаковал последнего после его поединка против Дольфа Зигглера, проведя тому RKO. На Raw от 10 августа Рэнди атаковал Рика Флэра, который хотел его поддержать. На SummerSlam 2020 потерпел поражение в поединке против Дрю МакИнтайра за чемпионство WWE, а на Payback 2020 проиграл Киту Ли. Тем не менее, на следующем же Raw стал первым претендентом на чемпионство WWE, одолев в течение вечера сперва Кевина Оуэнса, а затем в трёхстороннем бою Сэта Роллинса и Кита Ли. Ещё один матч Ортона и МакИнтайра состоится на Clash of Champions 2020. На Hell in a cell 2020 Ортону удалось победить МакИнтайра в матче «ад в клетке» и стал новым чемпионом WWE . В данный момент назначен матч на Survivor Series против Романа Рейнса .Но на Raw перед PPV он проигрывает титул Дрю МакИнтаиру продержав титул 27 дней.
После проигрыша титула WWE у Ортона началось противостояние с «Извергом» Брэем Уайаттом и Алексой Блисс. На PPV TLC 2020 Рэнди Ортон провёл FireFly Inferno match против Брэя Уайатта и сжёг его на ринге, победив в матче.
На Royal Rumble 2021 вышел в матч под номером 2 и начал матч с Эджем, который вышел под номером 1, драка перешла за пределы ринга где Эдж стулом повредил ногу Ортона и тот ушёл на кулисы, при этом оставаясь официальным участником матча, возвращение на ринг Ортон совершил в финале, после того как Эдж элиминировал Сета Роллинса, но победить Ортону не удалось, победу в Royal Rumble 2021 одержал Эдж.
На SummerSlam 2021, совместно с Риддлом, победил Эй Джей Стайлза и Омоса в матче за Командное чемпионство Raw, тем самым став человеком принимавшим участие в самом большом количестве матчей на PPV в истории WWE.
На Crown Jewel 2021 успешно защитили титулы против Эй Джей Стайлза и Омоса.
На Day 1 2022 победили Street Profits (Монтеза Форда и Анджело Докинза), защитив титул чемпионов на втором PPV в качестве команды с Риддлом.
На Raw от 10 января 2022 проиграли титулы Alpha Academy (Чед Гейблу и Отису).
На MSG 2022 проиграли Alpha Academy (Чед Гейбл и Отис) в очередной попытке завоевать чемпионство.
На Raw от 7 марта 2022, вместе с Риддлом, победили KORollins (Кевин Оуэнс и Сет Роллинс) и Alpha Academy (Чед Гейбл и Отис) став командными чемпионами Raw во второй раз, и получив «билет» на Wrestlemania 38.

## Личная жизнь
Ортон женился на Саманте Спено 21 сентября 2007 года. У пары родилась дочь. Они разошлись в конце 2012 года и развелись в июне 2013 года. 14 ноября 2015 года Ортон женился на Кимберли Кесслер, которая ранее была членом его фан-клуба. У пары есть общая дочь (второй ребёнок Ортона). Они проживают в Сент-Чарльзе, Миссури.
У Ортона есть татуировка Корпуса морской пехоты США на левой руке, но он скрыл её после получения увольнения за плохое поведение. Его гипермобильность обоих плеч была постоянным источником травм на протяжении всей его карьеры, и он выбывал из строя в результате самых разных инцидентов — от слишком сильного удара по ковру ринга во время исполнения одного из его фирменных приёмов до таких безобидных вещей, как вынос мусора дома.

## Фильмография
| Год  | Название                 | Роль               |
| ---- | ------------------------ | ------------------ |
| 2011 | That's What I Am         | Эд Фрил            |
| 2013 | 12 раундов: Перезагрузка | Ник Маллой         |
| 2015 | The Condemned 2          | Уилл Таннер        |
| 2016 | Countdown                | В роли самого себя |
| 2019 | Та ещё парочка           | Кристофер Брукс    |
| 2019 | Changeland               | Мартин             |
| 2022 | Сверкающий самурай       | Тедди              |

## В рестлинге
- Завершающие приёмы
  - O-Zone (Overdrive) — 2002—2003

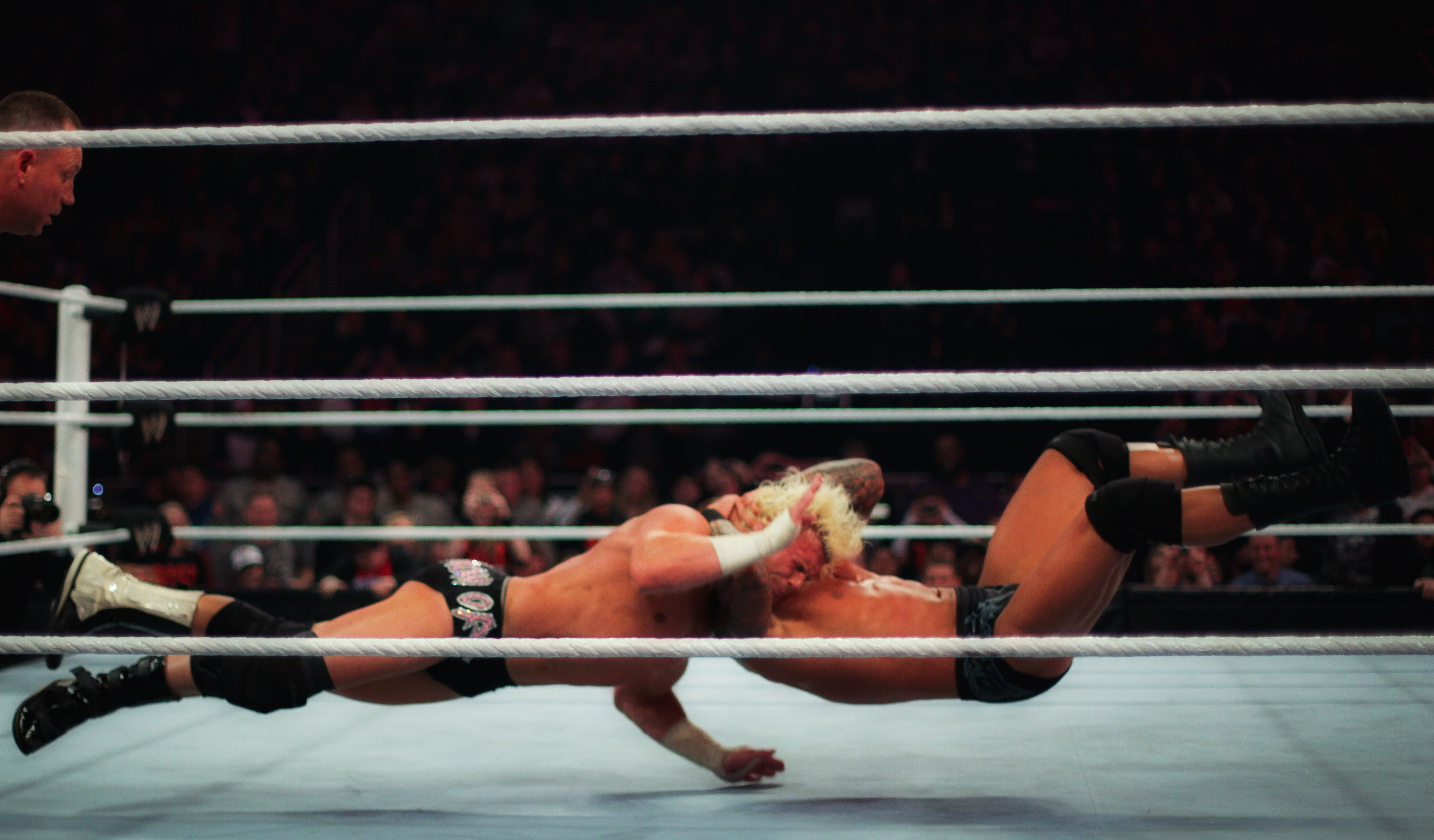
Рэнди проводит RKO на Зигглере.

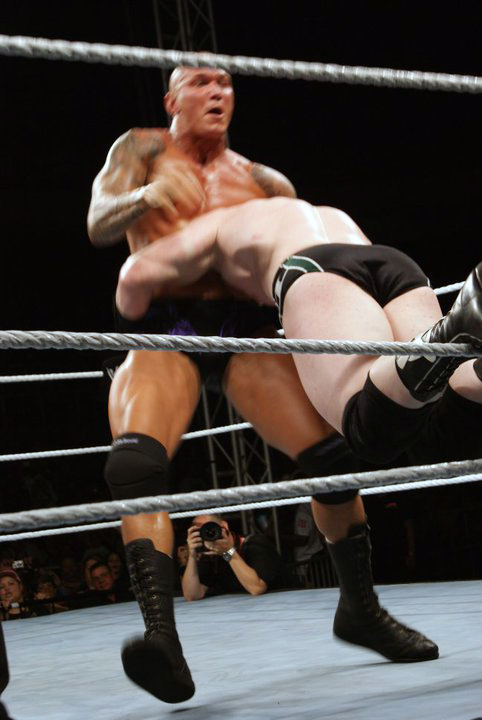
Рэнди Ортон проводит DDT на Шеймусе.

  - RKO (Randal Keith Orton) (Jumping cutter) — 2003 — настоящее время.
  - Running punt kick[84] — 2007—2010, 2020
  - Rope Hung DDT — 2003 — настоящее время
- Коронные приёмы
  - Bodyscissors
  - Дропкик
  - Европейский апперкот
  - Falling clothesline
  - Full nelson slam
  - Inverted headlock backbreaker[85]
  - Олимпийский бросок[86][87]
  - Garvin Stomp while circling a grounded opponent[88]
  - Rope hung DDT[85]
  - Snap scoop powerslam[89][90]
  - Wrenching chinlock[85]
- Прозвища
  - Убийца Легенд («The Legend Killer»)[91]
  - Гадюка («The Viper»)[92]
  - Сверххищник WWE («WWE’s Apex Predator»)[93]
- Музыкальные темы
  - «Blasting» от Джима Джонстона
  - «Evolve» от Джима Джонстона
  - «Line in the Sand» Motörhead (Используется во время выступлений в составе Эволюции)
  - «This Fire Burns» от Killswitch Engage (3 марта 2006)
  - «Burn in My Light» Mercy Drive[94]
  - «Metalingus and Burn in My Light» от Джима Джонстона (2 октября 2006 — 29 апреля 2007; использовалась в составе группировки Rated-RKO)
  - «Voices» Rev Theory[95]

## Титулы и достижения
- Ohio Valley Wrestling
  - Хардкорный чемпион OVW (2 раза)
- Pro Wrestling Illustrated
  - Новичок года (2001)[96]

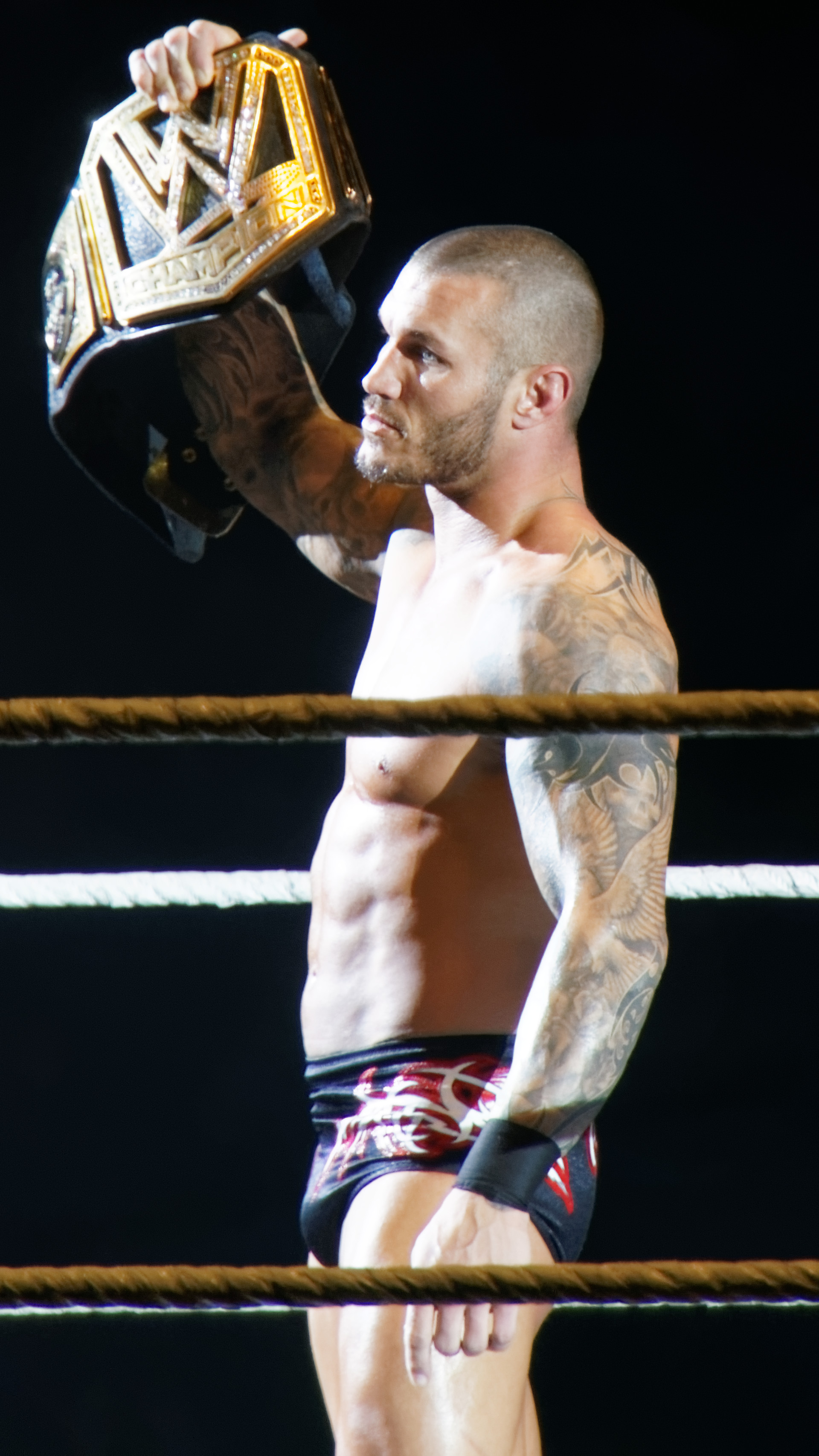
Ортон в качестве чемпиона WWE в 2013 году

  - Самый прогрессирующий рестлер года (2004)[97]
  - Самый ненавистный рестлер года (2007, 2009, 2013)[98][99]
  - Вражда года (2009) против Triple H
  - Вражда года (2013) The Authority против Дэниела Брайана
  - Самый популярный рестлер года (2010)[100]
  - № 1 в топ 500 рестлеров в рейтинге PWI 500 в 2008[101]
  - Рестлер года (2009, 2010)[102][103]
- World Wrestling Entertament/WWE
  - Чемпион WWE (10 раз)
  - Чемпион мира в тяжёлом весе (4 раза)
  - Интерконтинентальный чемпион WWE (1 раза)
  - Чемпион Соединённых Штатов WWE (1 раз)
  - Командный чемпион мира (1 раза) — с Эджем
  - Командный чемпион WWE Raw (2 раза) — с Риддлом
  - Командный чемпион WWE SmackDown (1 раз) в составе The Wyatt Family
  - Семнадцатый чемпион Тройной короны
  - Десятый чемпион Большого шлема
  - Победитель Money in the Bank (2013)
  - Победитель «Королевской битвы» (2009, 2017)
  - Slammy Award:
    - 2014 — Хэштэг года #RKOOuttaNowhere
    - 2020 — Противостояние года - Edge vs. Randy Orton
- Wrestling Observer Newsletter
  - Самый прогрессирующий рестлер года (2004)
  - Самый переоценённый рестлер года (2013)
  - Худшая вражда года (2017)  vs. Брея Уайтта[104]
  - Худший матч года (2017) vs. Брея Уайтта на WrestleMania 33 2 апреля [104]
  - Худшая вражда года (2021) против «Изверга» Брэя Уайатта и Алексы Блисс